# حشمت‌الله دولتشاهی
حشمت‌الله دولتشاهی ملقب به حشمت‌السلطان (۱۲۸۳ در کرمانشاه - ۱۳۵۹ ) نویسنده، فیلسوف متأله و پژوهشگر دینی اهل ایران بود. دولتشاهی از نخستین نواندیشان دینی در ایران بود و نظریه‌پرداز مکتب وحدت نوین جهانی به شمار می‌آمد. دولتشاهی در آثارش نگرشی نوین به دین، علم و متافیزیک عرضه کرد و کوشید تا میان دین و علم مدرن پیوند نوینی برقرار کند.

## زندگی
حشمت‌الله دولتشاهی در سال ۱۲۸۳ در کرمانشاه در خانواده‌ای از خاندان دولتشاهی قاجار به دنیا آمد. پدرش محمدصادق میرزا نام داشت و از نوادگان محمدعلی‌میرزا دولتشاه بود. او در تأسیس «انجمن تبلیغات اسلامی نور دانش» مشارکت داشت که بعداً به «وحدت نوین اسلامی» و سپس «مکتب وحدت نوین جهانی» تغییر نام داد. حشمت‌الله دولتشاهی نظریه‌پرداز اصلی و نویسندهٔ مهم‌ترین کتاب‌های «مکتب وحدت نوین جهانی» و به همین دلیل از او با نام «رهنمون» یاد می‌شود. دولتشاهی به همراه عطاالله شهاب‌پور و علی‌اشرف کشاورز اعضای بنیان‌گذار این انجمن‌ها به شمار می‌آیند. او از سال ۱۳۵۲ کلاس‌های «مکتب روحی و تطهیر اخلاقی» را در مرکز تبلیغ و انجلای این انجمن در مکان تالار دیدار وحدتیان در میدان هفت حوض نارمک برگزار می‌کرد.

## آثار

### کتاب‌ها
- دولتشاهی، حشمت‌الله، ۱۳۴۶. وحدت در عالم لایتناهی در کرهٔ زمین در موجودات چارهٔ اساسی مشکلات جهان و راه خوشبختی بشر، تهران: وحدت نوین جهانی، ۱۳۴۶؛ ۱۰۰ ص.
- دول‍ت‍ش‍اه‍ی، ح‍ش‍م‍ت‌ال‍ل‍ه، ح‍ک‍م‍ت ن‍وی‍ن: از ت‍راوش‍ات ح‍ش‍م‍ت‌ال‍ل‍ه دول‍ت‍ش‍اه‍ی (ح‍ش‍م‍ت‌ال‍س‍ل‍طان)، جلد اول: مکانیسم آفرینش، ت‍ه‍ران: وحدت نوین.
- دول‍ت‍ش‍اه‍ی، ح‍ش‍م‍ت‌ال‍ل‍ه، ح‍ک‍م‍ت ن‍وی‍ن: از ت‍راوش‍ات ح‍ش‍م‍ت‌ال‍ل‍ه دول‍ت‍ش‍اه‍ی (ح‍ش‍م‍ت‌ال‍س‍ل‍طان)، جلد دوم: دینامیسم آفرینش، ت‍ه‍ران: وحدت نوین.
- دول‍ت‍ش‍اه‍ی، ح‍ش‍م‍ت‌ال‍ل‍ه، گ‍ل‌ه‍ای راه‍ن‍م‍ائ‍ی: از ت‍راوش‍ات ح‍ش‍م‍ت‌ال‍ل‍ه دول‍ت‍ش‍اه‍ی (ح‍ش‍م‍ت ال‍س‍ل‍طان)، ح‍ک‍م‍ت ن‍وی‍ن ب‍خ‍ش س‍وم، ت‍ه‍ران، بی‌تا؛ چاپ جدید: سفیر اردهال، ۱۳۹۵.
- دول‍ت‍ش‍اه‍ی، ح‍ش‍م‍ت‌ال‍ل‍ه، زن‍ج‍ی‍ر س‍رن‍وش‍ت، تهران: سفیر اردهال، ۱۳۹۴؛ ۳۷۷ ص.
- پگاه نیک اختری: تجلیات حکمت نوین، تهران: وحدت نوین جهانی؛ ۱۱۲ ص.

### مقالات
- دول‍ت‍ش‍اه‍ی، ح‍ش‍م‍ت‌ال‍ل‍ه، خوشبختی چیست و خوشبخت کیست؟، در معارف جعفری ۱۳۴۶، شماره ۸.
- دول‍ت‍ش‍اه‍ی، ح‍ش‍م‍ت‌ال‍ل‍ه، اسلام و صلح جهانی، در معارف جعفری ۱۳۴۹ شماره ۱۰.
- دول‍ت‍ش‍اه‍ی، ح‍ش‍م‍ت‌ال‍ل‍ه، هرچه واقع شود مصلحت است، در مجلهٔ جهان دانش، شماره ۱، فروردین ۱۳۳۹.
- دول‍ت‍ش‍اه‍ی، ح‍ش‍م‍ت‌ال‍ل‍ه، عبرت از تحولات نوروزی در مجلهٔ معارف جعفری، دی ماه ۱۳۴۳.

### ترجمه
- رس‍ال‍هٔ ب‍ی‍طاری در خ‍ص‍وص ش‍ن‍اخ‍ت‍ن س‍ال اس‍ب، ت‍رج‍م‍ه ح‍ش‍م‍ت‌ال‍ل‍ه دول‍ت‍ش‍اه‍ی، بی‌جا : برادران باقراف، ۱۳۳۰؛ ۱۸ ص.
- دوم‍ا، آل‍ک‍س‍ان‍در، ناپلیون بناپارت: تئاتر مشتمل بر شش نمایش و ۳۲ پرده، ترجمه حشمت السلطان، تهران: کتابخانهٔ گنج دانش: کتابخانهٔ آلفا، ۱۳۳۳؛۲۵۸ ص.

## نظریات
حشمت‌الله دولتشاهی تلاش می‌کرد تا با بیانی ساده و استفاده از مثال و آوردن استدلالات ساده به ارائه برداشتی عرفانی از دین بپردازد که با علوم مدرن سازگار باشد. این ایراد بر او وارد شده که آثار وی به دلیل تکیهٔ بسیار بر تمثیل، از استدلال عقلانی و فلسفی دور شده‌است. دولتشاهی نگرشی وحدت وجودی دارد. به باور او موجودات همگی تجلیات نور خداوند هستند و این جهان انعکاسی از نور خداست. در این نگرش هیچ چیز و هیچ کس به تنهایی خدا نیست، بلکه منظور از خدا همه‌چیز و همه‌کس است. او تحت تأثیر سهروردی معتقد است که روح فی‌نفسه کامل بوده و نیازی به تکامل ندارد، و درواقع این جسم است که می‌باید تکامل بیابد، اما جسم وسیله و ابزاری برای روح است. روح همچون یک شعور و درواقع قدرت و انرژی خدا است.
دولتشاهی از قالب مثالی یا پریسپری یاد می‌کند که واسط میان روح و بدن است. روح انسان همچون عاملی الهی بدن را همچون یک ماشین به حرکت وامی‌دارد، اما بدون قالب مثالی یا پریسپری میان این دو امر رابطه‌ای وجود ندارد. پریسپری نوعی جسم رقیق متشکل از هوا و اتم است و خواب دیدن از وجود چنین چیزی خبر می‌دهد. او سعی می‌کند از ایده‌چای علمی برای توضیح چنین ساحتی استفاده کند و حتی قائل به کسب توانایی‌هایی برای ورود به شناخت چنین ساحتی بوده‌است،اما همزمان معتقد بوده که سالک نباید به کسب چنین قدرتی اصالت داده و از هدف خود یعنی کسب کمال دور شود.
دولتشاهی به جبر باور داشت،اما معتقد بود که تقدیر از طریق تدبیرهای ظاهراً مختارانه متحقق می‌شود. انسان به دلیل بی‌خبری از تقدیر به دنبال تدبیر می‌رود و این بی‌جبری لازمهٔ کوشش بشر برای زندگی است. او معتقد بود که باور به تقدیر الهی و هماهنگ شدن با آن امری‌است که با عشق به خدا اتفاق می‌افتد و سبب شادمانی در انسان می‌گردد و البته خود عشق نیز ناشی از اختیار انسان نیست. عشق نیروی محرکهٔ عالم و آدم است و جبری عاشقانه در روابط انسان‌ها با هم و با جهان وجود دارد. به باور دولتشاهی آگاهی از عملکرد هستی همچون یک کل هماهنگ و منسجم سبب رضایت از جهان شده و انجام وظیفه همچون سلولی از این نظم کلان سبب رستگاری می‌شود.
به باور دولتشاهی خوب و بد مسائلی قراردادی هستند و واقعیت ندارند. بهشت و جهنم هم فقط تمثیل‌اند و بزرگترین عذاب در همین دنیا و به‌صورت عذاب وجدان گناهکاران صورت می‌گیرد. شیطان امری درونی و در حقیقت نفس اماره است و می‌توان آن را به راه آورده و مهار کرد.

## اشعار
فرشید یوسفی در کتاب «باغ هزار گل» حشمت‌الله دولتشاهی را «دارای قریحۀ شعری» معرفی کرده و به اشعاری اشاره کرده که او در لابه‌لای آثارش در قالب‌های غزل، قصیده و مثنوی در بحرهای مختلف مندرج ساخته‌است. او تأکید می‌کند که دولتشاهی «مدعی شاعری» نبوده‌است. یوسفی به یکی از اشعار او اشاره کرده‌است.
| دم فروبند و باادب می‌باش     |  | درک کن علم و مکتسب می‌باش |
| نور دانش به این جهان تابد   |  | بهر کسبش تو در طلب می‌باش |
| جلوه‌گر در صحایفش مشهود      |  | عاشق علم و فضل ربّ می‌باش  |
| کسب دانش فریضه‌ای باشد       |  | با زن و مرد با حسب می‌باش |
| گر تو نادان شدی نداری قدر   |  | در شرافت ثمین ذهب می‌باش  |
| دین و دانش نباشدش نادان     |  | در دیانت ملک لقب می‌باش   |
| دین و دانش به هم شود پیوند  |  | وحدت و صلح را سبب می‌باش  |
| حکمت و دین ترقی بشر است     |  | دین حق را تو منتخب می‌باش |
| شادی و عزّت جهان به صفاست    |  | آدمی مهر و باطرب می‌باش   |
| گر تو را نیست راه و رسم خدا |  | زندگی ضیق و در تعب می‌باش |
| «حشمت» از فیض و لطف یزدانی  |  | شکر گوید تو ملتهب می‌باش  |